# پلزنتن (کانزاس)
پلزنتن (به انگلیسی: Pleasanton) شهری در ایالت کانزاس کشور ایالات متحده آمریکا است که جمعیت آن در سرشماری سال ۲۰۱۰ میلادی، ۱٬۲۱۶ نفر بوده‌است.